# Высший государственный совет (Камбоджа)
Высший государственный совет — орган государственной власти в Камбодже (Кхмерской республике), созданный в мае 1973 года. Объединял собой все некоммунистические партии, в его состав входили: Лон Нол, Сисоват Сирик Матак, Ин Там и Ченг Хенг. Имел чрезвычайно широкие полномочия. Первоначально ВГС имел право принимать окончательные решения по всем государственным делам, включая право вето на любые указы президента.